# Döderhults kyrka
Döderhults kyrka är en kyrkobyggnad i Döderhults församling i Växjö stift högt belägen i västra delen av Döderhultsdalen.

## Medeltida kyrkan
Första kyrkan på denna plats var en gråstenskyrka i romansk stil som troligen uppfördes på 1100-talet. Sannolikt blev den tillbyggd och ombyggd under 1300-talet. Av denna medeltida kyrka finns två avbildningar bevarade. En teckning är utförd av Johannes Haquini Rhezelius år 1634. En andra mer detaljerad teckning är utförd av Petrus Frigelius år 1755 och visar kyrkans norra såväl som södra sida.

## Nuvarande kyrka
Nuvarande kyrka uppfördes åren 1770 till 1772. Den byggdes bredvid gamla kyrkan i rät linje med dess södra vägg. 1770 uppfördes först sakristan och en del av kyrkan framför predikstolen vid den gamla kyrkans östra gavel. 1771 revs gamla kyrkan och resten av nya kyrkan fullbordades i rät linje med den gamla kyrkans södra vägg, men först 1772 var nya kyrkan fullbordad. Inte förrän pingstdagen 26 maj 1776 invigdes kyrkan av Kalmar stifts biskop Karl Gustav Schröder. Kyrkan är byggd i öster-väster riktning. Kyrkan är 33,2 meter lång och 17,8 meter bred. Ett längre poem skrivet av en Döderhultsbo, förmodligen 1776 inför invigningen, om kyrkobygget, finns bevarat i kyrkans arkiv. Kyrkans torn i väster har blygsamt omfång och når knappt högre än taknocken. På taket finns en lanternin och en spira som från början var krönt med en urna som hade en brinnande låga. Sedan 1897 är urnan ersatt med ett kors. Vid 1954 års restaurering ville Riksantikvarieämbetet att urnan skulle återställas, men så skedde inte utan korset blev kvar. Kyrkans långhus är av salkyrkotyp med trätunnvalv och rak avslutande korvägg i öster. Sakristian är utbyggd i norr. 1817 skedde en reparation av kyrkan då den samtidigt vitrappades. Kyrkan som uppfördes av byggmästare Eric Eklund och murarmästare Jonas Zachrisson har haft  Algutsboda och Ryssby kyrkor som förebilder. Den är ett välbevarat exempel på den lokala blandstil som satte sin prägel på Kalmartraktens byggande av kyrkor under 1700-talet.

## Interiör
Interiören präglas av en blandning av rokoko och nyantik. Bildhuggaren Jonas Berggren är mästare till altaruppställningen. Berggren utförde den 1778 efter en ritning från Överintendentsämbetet av Jean Eric Rehn. Uppställningens centralmotiv är Jesus i Getsemane. Predikstolen i rokoko har sin förebild i Maria Magdalena kyrka, Stockholm och är framställd och skänkt av skulptören Anders Dahström d ä 1779. Det anses troligt att denne eller hans son Anders Dahström d y är mästaren till altarbordet. Den senare har troligen uppfört den Cederbaumska herrskapslogen belägen på södra långsidan. Altarringen är ursprunglig. Den slutna bänkinredningen i två kvarter var ursprungligen fördelade på fyra, en rymligare sektion och en mer inhägnad sektion på södra långsidan inrättad för Fredriksbergsgodsets tidigare ägare. En tavla med alla Döderhults sockens tidigare kyrkoherdar som deltagit i Uppsalamötet, skall finnas, tidigare nära Sakristian. Orgelfasaden är eventuellt utförd av Gudmund Rungren 1775.

## Bildgalleri

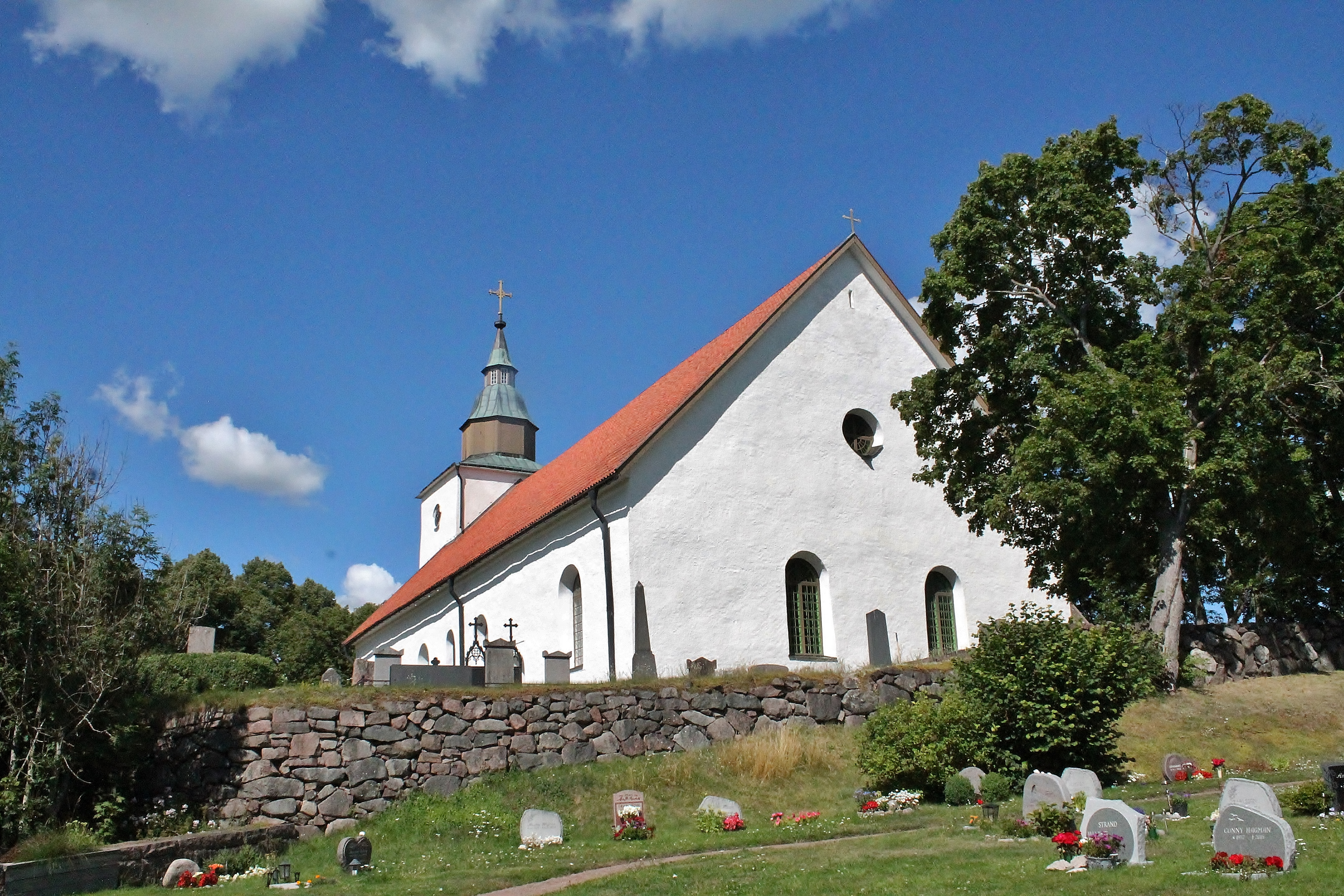
Kyrkan från sydöst
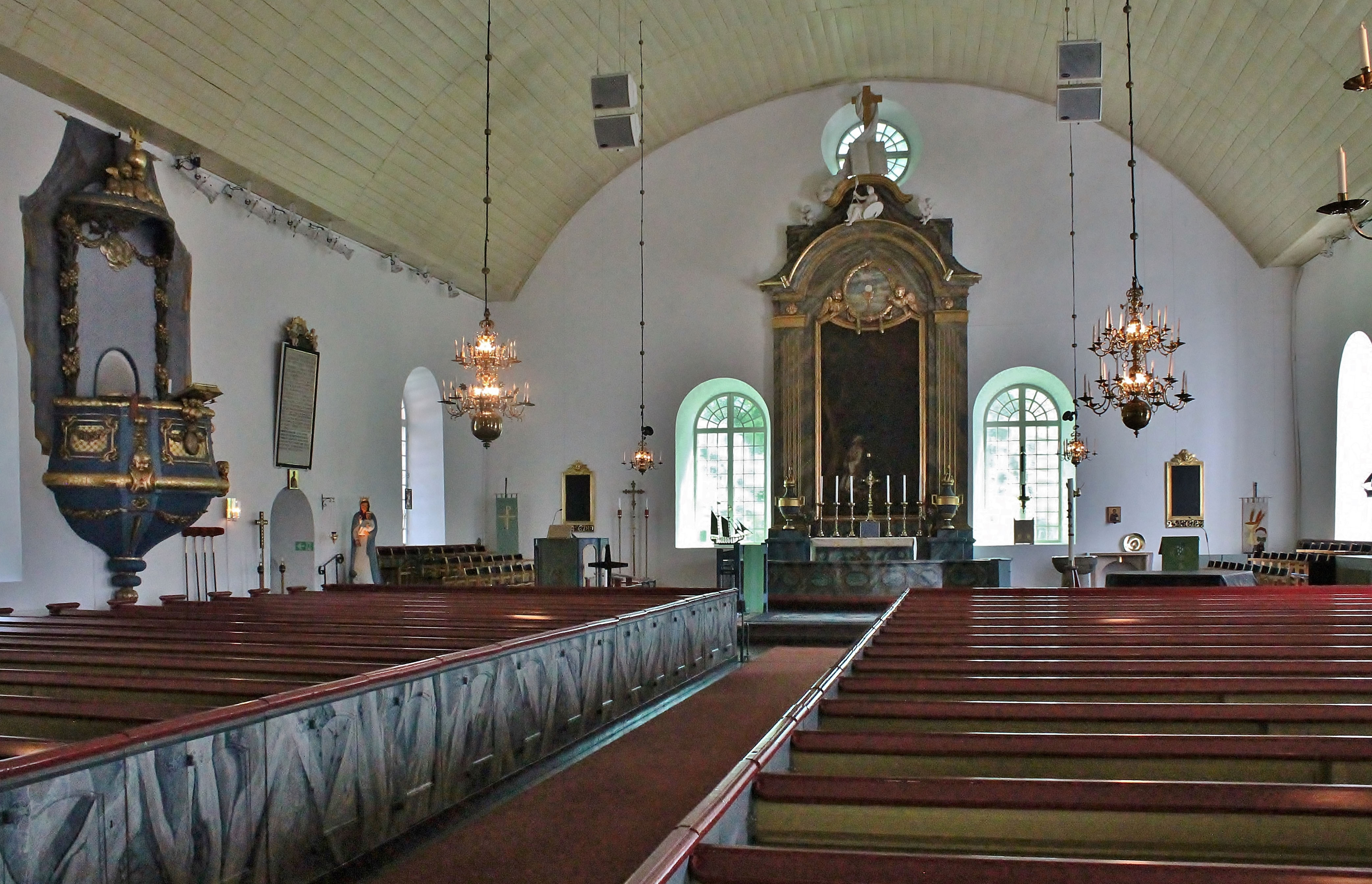
Interiör mot öster
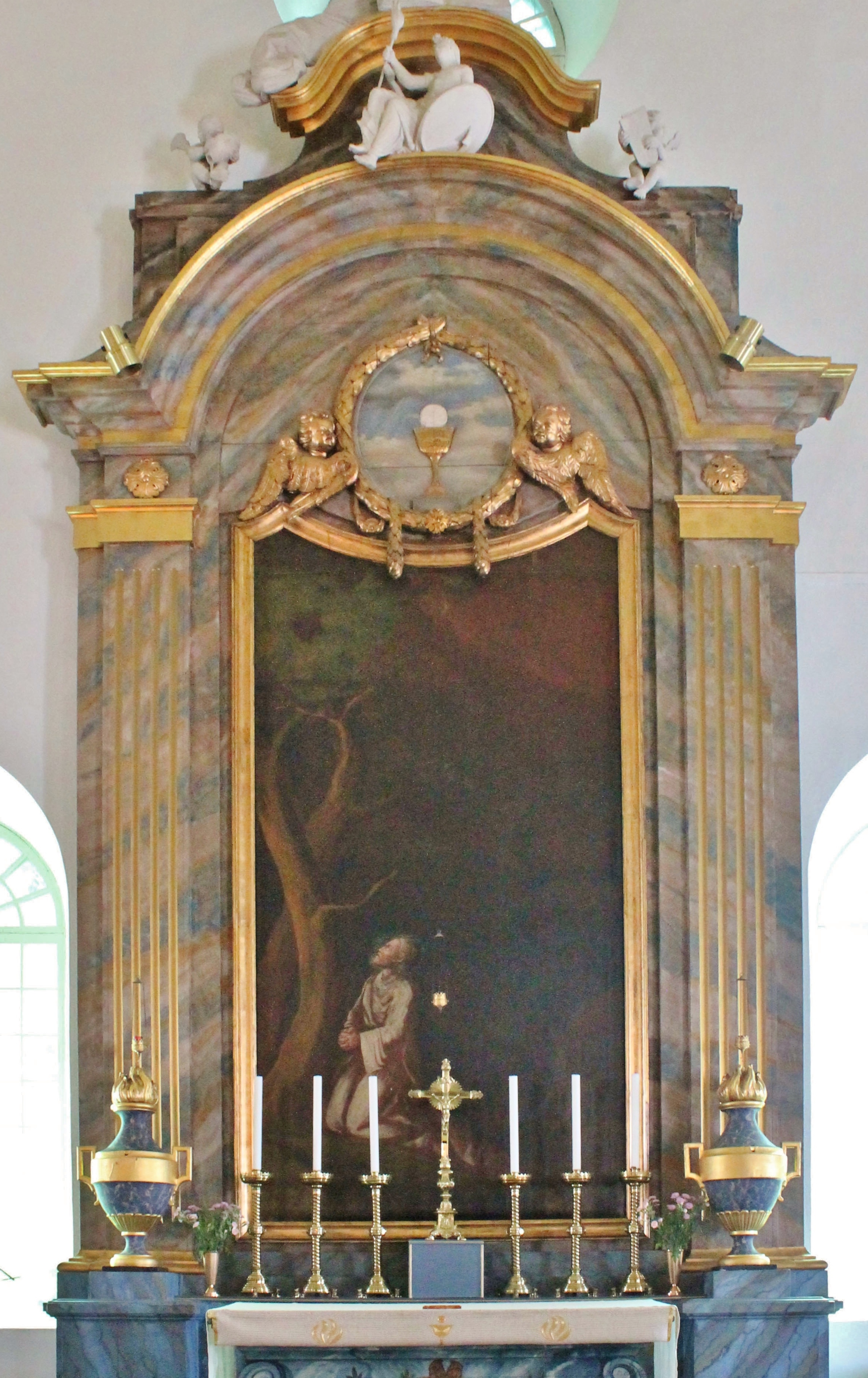
Altaruppställningen
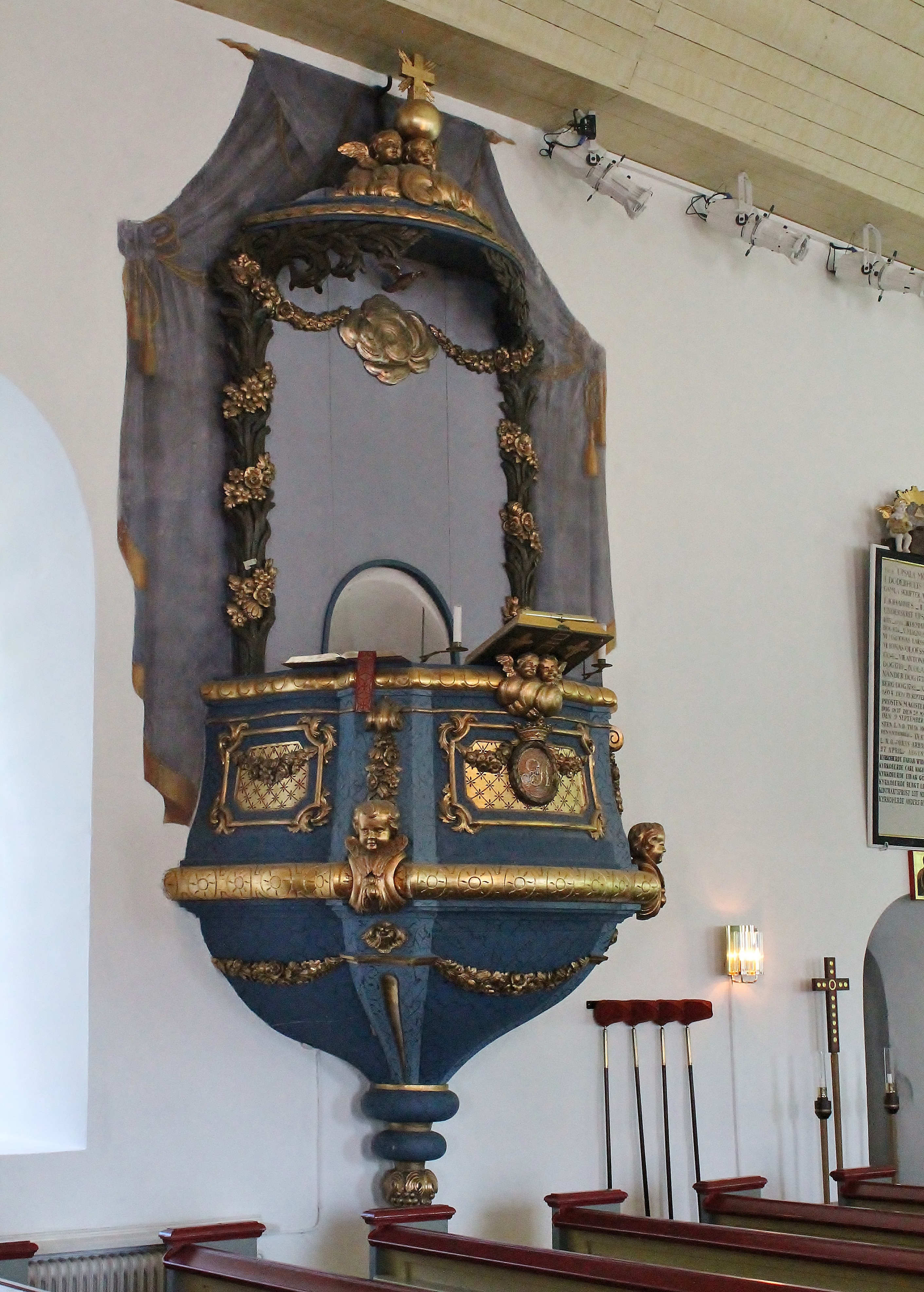
Predikstolen
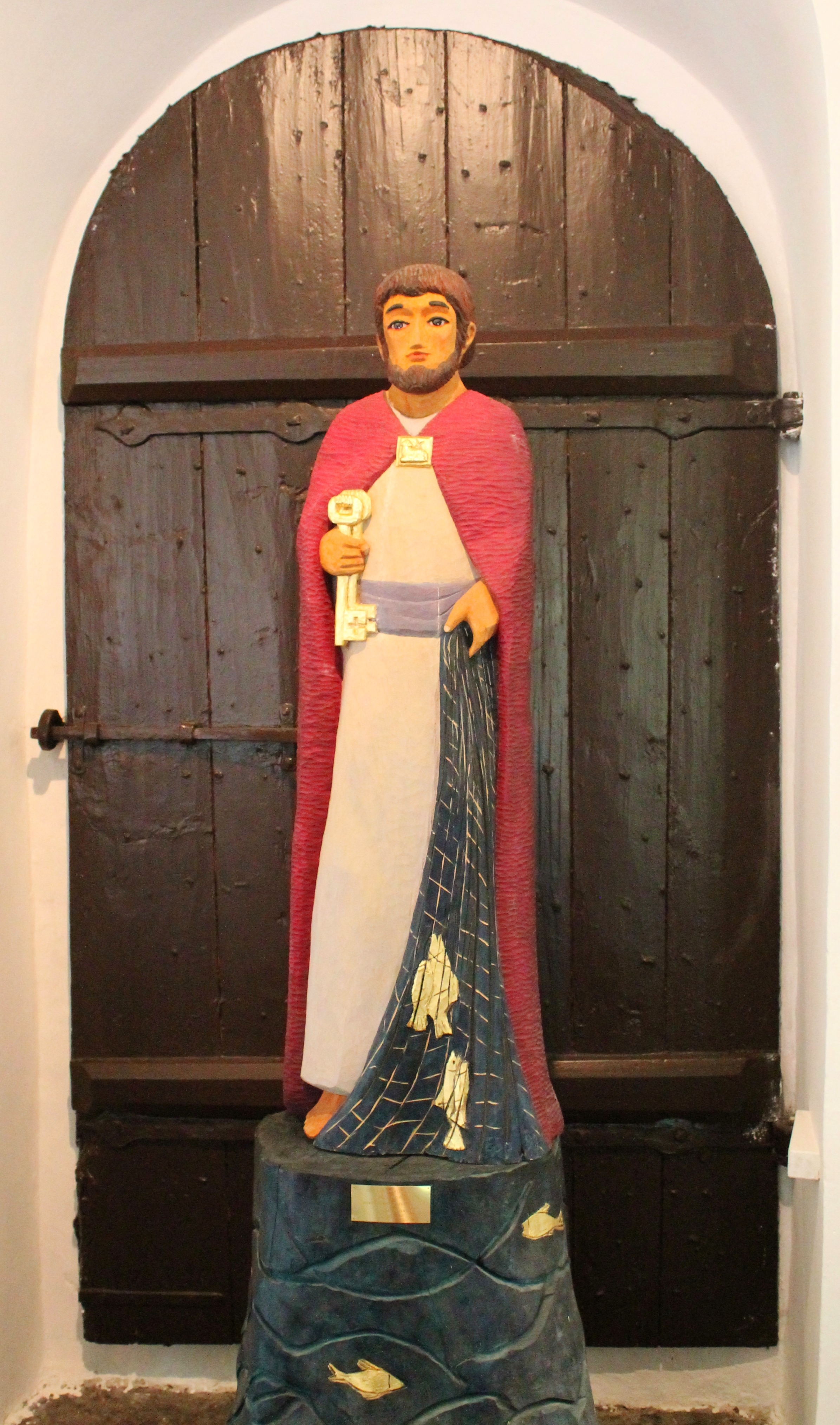
Sankt Petrus av Eva Spångberg
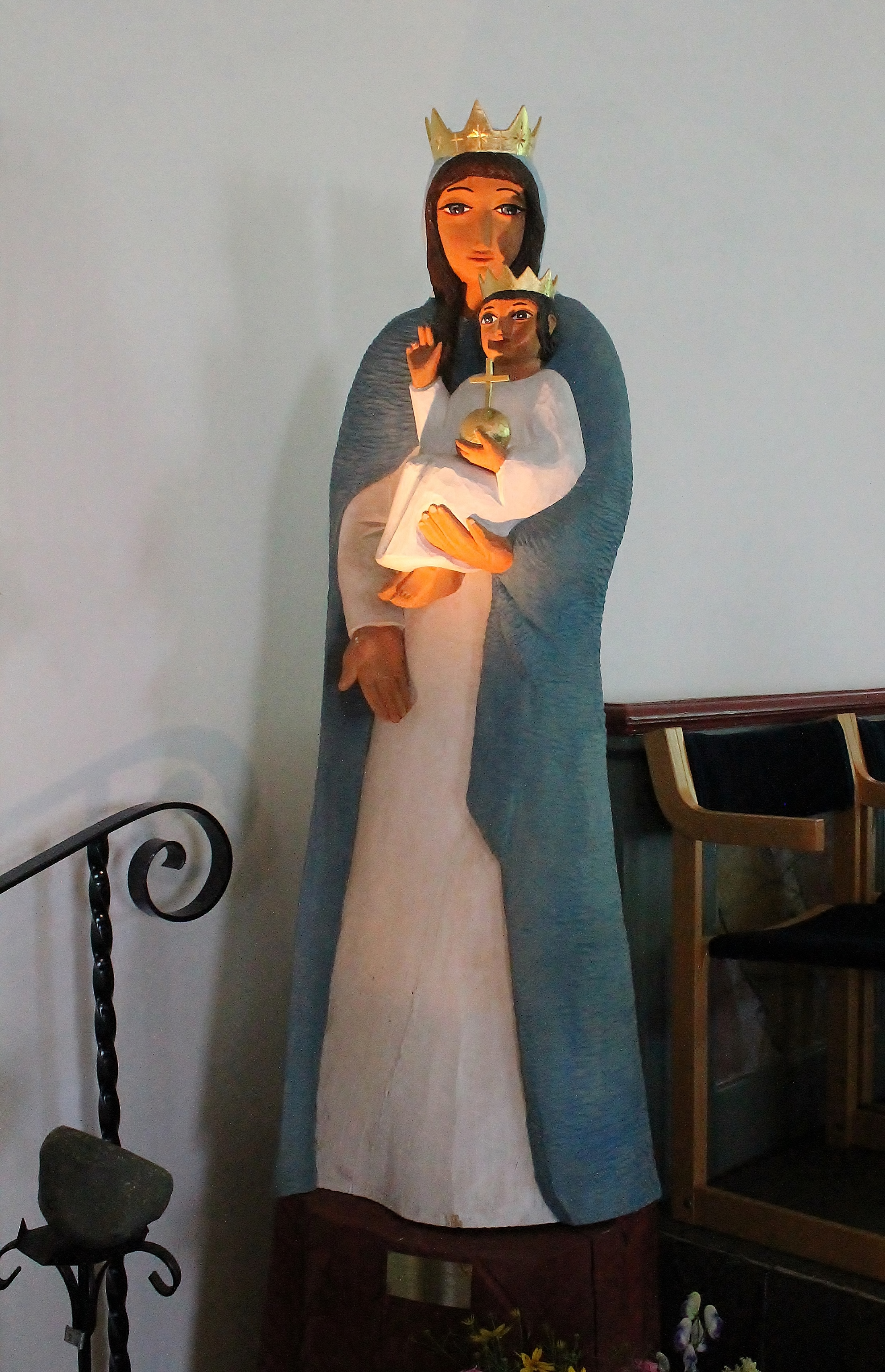
Maria och Jesusbarnet av Eva Spångberg
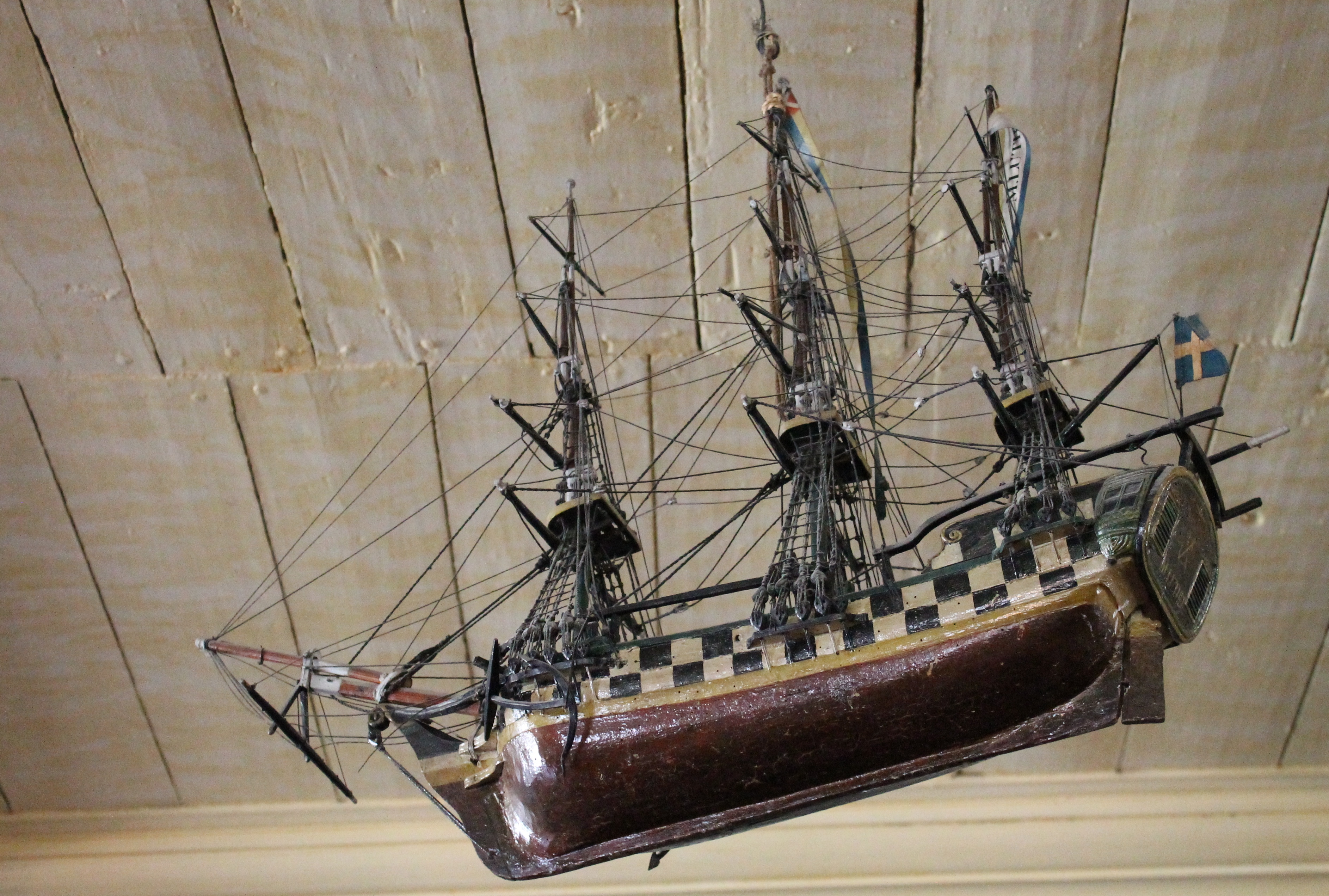
Votivskepp

## Läktarorgeln

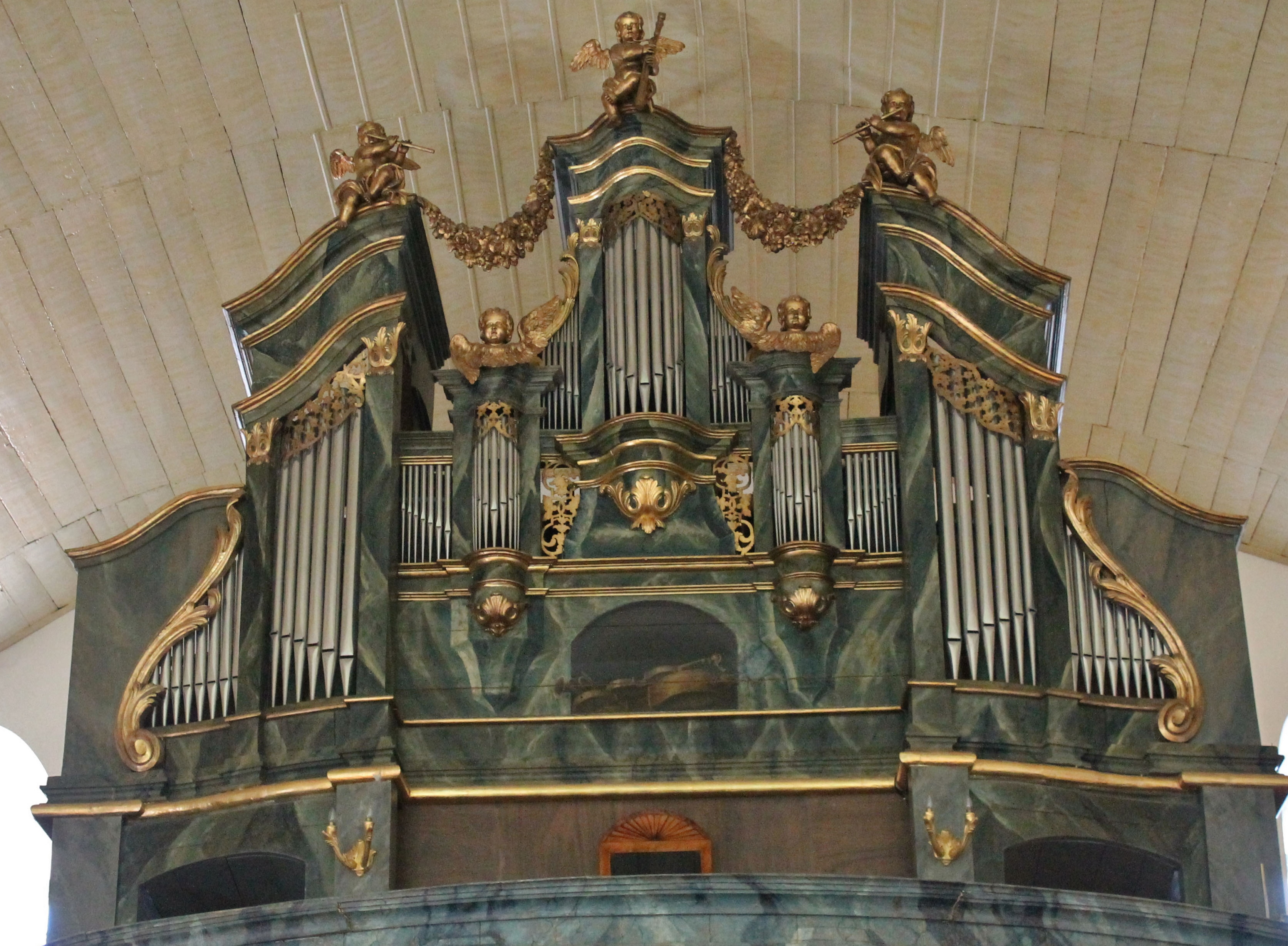
Läktarorgeln

- 1712 byggdes en orgel av Johan Åhrman med 7 stämmor.[6]
- 1775 blev ovanstående orgel ombyggd och utökad av socknens organist Gudmund Rungren från 7 till 17 stämmor.[7]
- 1822 byggdes en ny orgel med 16 stämmor av musikdirektören Johan Petter Åberg i Vassmolösa.
- Omkring 1870 blev ovanstående orgel ombyggd och utökad av orgelbyggaren Anders Peter Kullbom  som då var bosatt i Oskarshamn.[8]
- 1925 byggdes en orgel med 17 stämmor av Furtwängler & Hammer i Hannover.
- 1964 byggdes en mekanisk orgel av Olof Hammarberg i Göteborg.

Disposition:
| Huvudverk C-f3    | Bröstverk C-f3    | Pedal C-      | Koppel |
| Gedakt 8'         | Rörflöjt 8'       | Subbas 16'    | II/I   |
| Principal 4'      | Ged. Flöjt 4'     | Principal 8'  | I/P    |
| Rörflöjt 4'       | Kvintadena 4'     | Flöjt 4’      | II/P   |
| Spetsflöjt 2'     | Principal 2'      | Kvintadena 2' |        |
| Sesquialtera 2 ch | Sifflöjt 1'       | Mixtur 3 ch   |        |
| Mixtur 4 ch       | Scharf 2 ch       | Fagott 16'    |        |
| Dulcian 16'       | Krummhorn 8'      |               |        |
|                   | Tremulant         |               |        |
|                   | Crescendosvällare |               |        |